# Сукот
Суко́т (івр. סֻכּוֹת), інколи Суккот, також Свято шатрів / куренів (‏חַג הַסֻּכֹּת‏‎), Свято збору врожаю (‏חַג הָאָסִף‏‎) — біблійне свято, що святкується 15-го дня місяця Тішрей (кінець вересня — кінець жовтня). Свято триває 7 днів. В юдаїзмі це одне з трьох паломницьких свят (Шалош Раґалім), в які, за часів існування Храму належало здійснити паломництво до нього.
Шатри також пов'язують зі Скинією.
У європейському перекладі Біблії свято є омонімом місцевості Сокхоф.

## Тлумачення
Слово «суко́т» є множина від єврейського слова «сука́» (івр. סוכה), що означає «курінь, шатро, намет» (церк.-слов. куща). Сука́ нагадує юдеям курені, у яких євреї кочували протягом 40 років пустелею після Виходу з Єгипту. Перед цим святом євреї будують курені та кожен живе в ньому протягом цілого свята. Тут сім'ї влаштовують трапези, розважають гостей, відпочивають і навіть сплять. Сука́, побудована поблизу синагоги, використовується чоловіками, які вивчають Тору, а також для трапез з кідушем, обрядів обрізання та «викупу» першого сина в сім'ї.

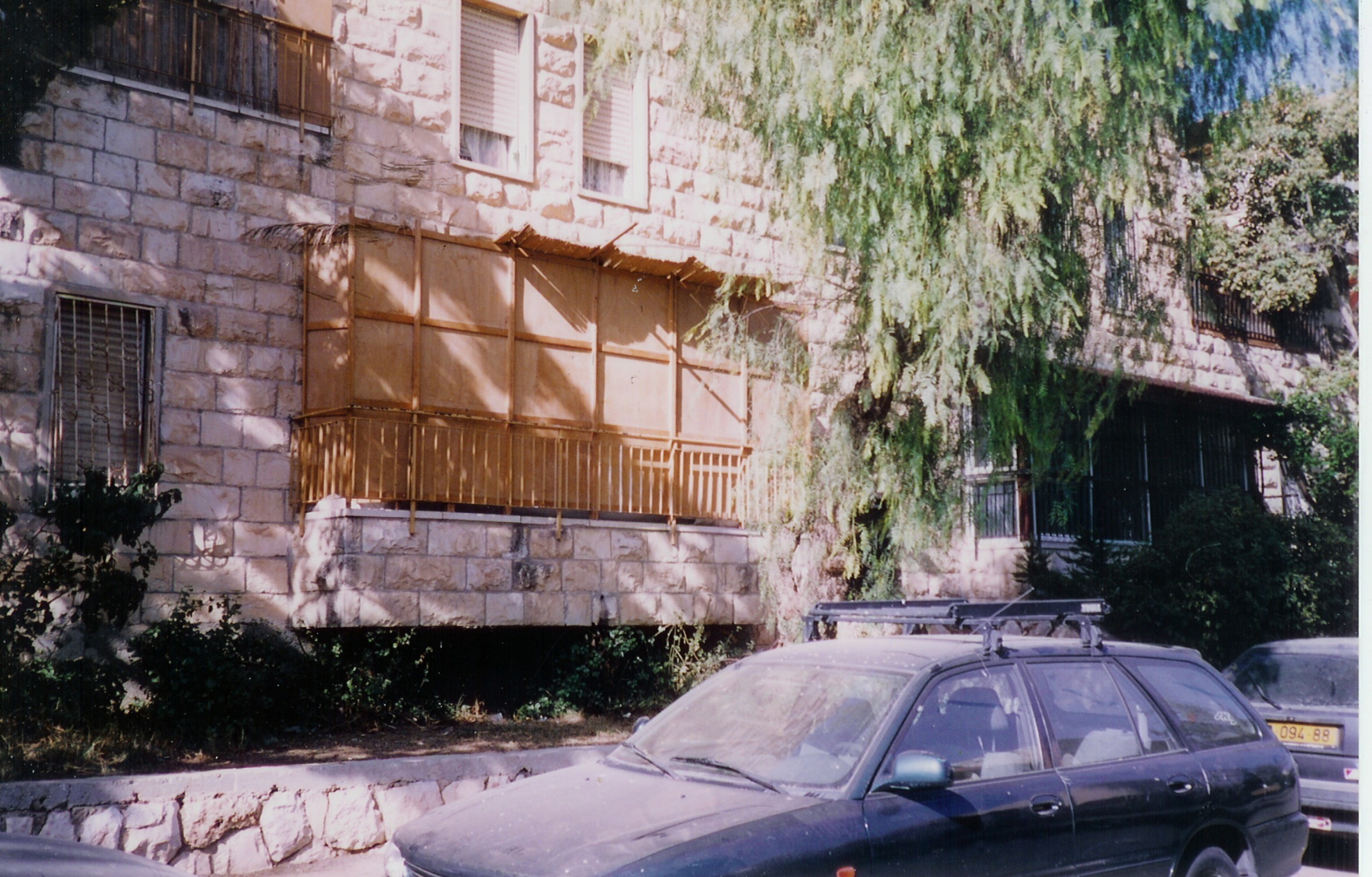
Шатро на балконі ізраїльської квартири

Кульмінацією свята є восьмий день, який має назву Шміні Ацерет («затримайтеся на восьмий»).
Суки́ (курені) також пов'язуються зі Скинією часів Виходу Єгипту.

## Правила і традиції

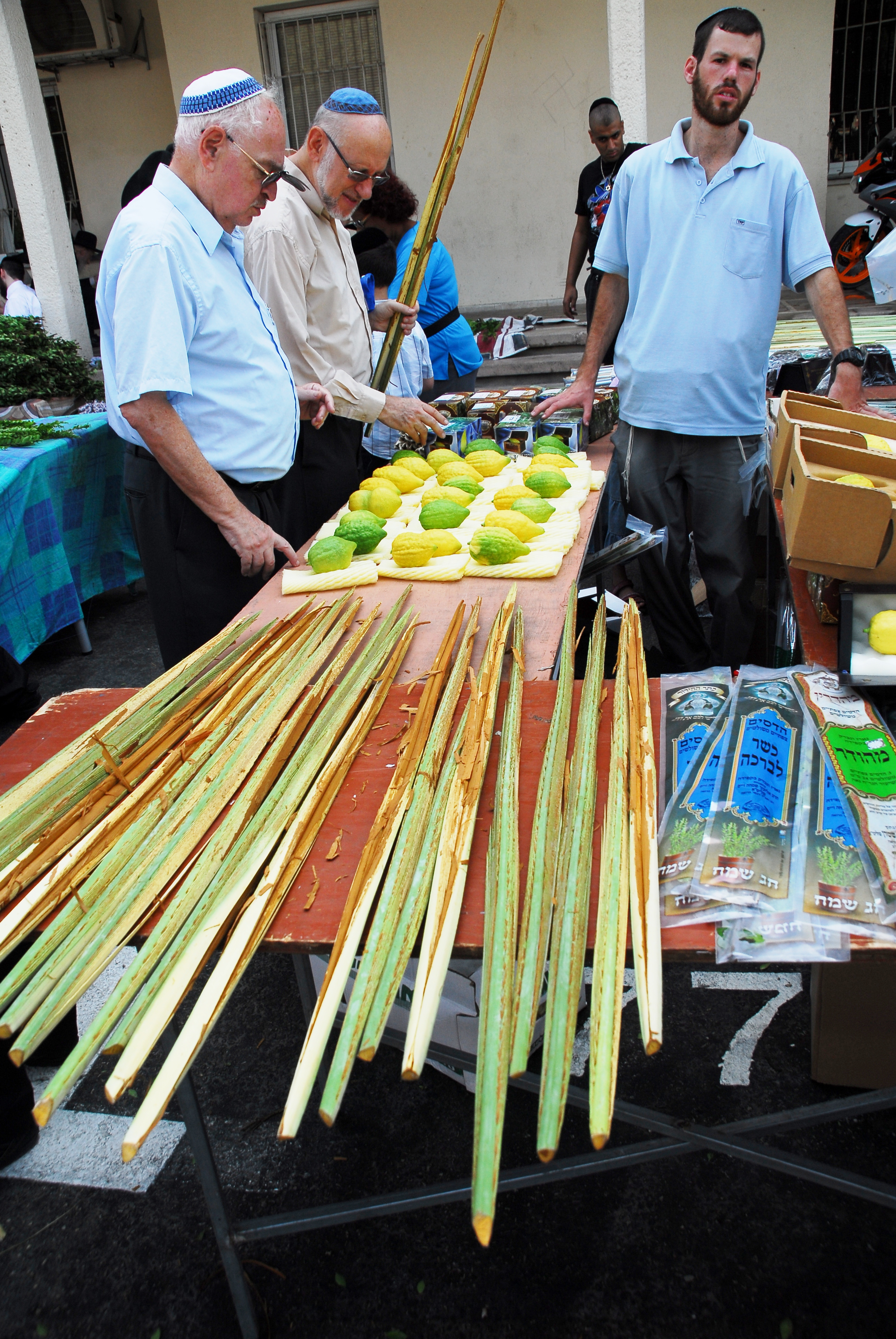
Лулави та етроги

Напередодні першого дня свята та в ніч другого (в діаспорі і перед третім) запалюють свічки. Як що в родині є жінки, то свічки запалюють вони, неодружені — одну, а одружені — (мінімум) дві.
У суц́і на столі повинні бути чотири види рослин: етро́ґ (цитрон), лулав (молода гілка фінікової пальми), гадасі́м (3 гілки мирту), араво́т (2 гілки верби).
Ці рослини символізують чотири типи людей. Є люди, які дотримуються всіх законів Тори. Вони мають «смак». Є люди, які роблять добрі вчинки. Вони розповсюджують «аромат». Етроґ має і смак, і запах. Він символізує праведників. Мирт має запах, але немає смаку. У лулава є смак, але немає запаху. Верба не має ні смаку, ні запаху.
Щодня (окрім Суботи) у світлий час доби, протягом свята чоловіки читають брахот (благословення), виконучи обряд «піднесення лулава» рухаючи руками чотири рослини (3 види в одній + 1 етроґ в іншій) тримаючи їх разом, на чотири сторони світу, вгору і вниз.
Прийнято впродовж свята їсти та спати (або навіть мешкати) в суц́і. Але можна знехтувати деякими правилами (проживання та прийом їжі в курені) у разі сильного дощу, холоду або за станом здоров'я.
Після благословення на їжу в суц́і, як що в трапезі є борошняні вироби чи хліб (з пшениці, жита, ячменю, вівса, полби) вимовляють спеціальну браху: „Благословенний, Ти, Вс-вишній, Всесильний наш, Владика Всесвіту, який освятив нас Своїми заповідями і наказав нам жити в курені“.
Перші два дні (в Ізраїлі лише перший) свята є Йом Тов ("день добрий"/"святковий"), закони цих днів дотичні до законів (заборон) у Шабат. П'ять (в Ізраїлі — шість) інших днів є Холь га-Моед (івр. חול המועד) — "бунями" свята, у ці дні (окрім Суботи) немає сурових заборон як в Йом Тов. Тим не менше, прийнято не займатися буденними справами й в ці дні.
За традицією прийнято, що на свято кожну суку́ відвідують сім ушпізін («гостей»): Авраам, Ісаак, Яків, Давид, Мойсей, Аарон та Йосип.
Сьомий день свята Сукот називається гОшана Раба (Велика Ошана, арам. הושענא רבא, івр. הושענא הגדול), який має свої особливі закони.

## Сука (шатро)
Відповідно до галахи, стіни суки́ можуть бути зроблені з будь-якого матеріалу, включаючи дерево, брезент, штукатурка або звичайні стіни зі скла або алюмінію. Сука́ може стояти самостійно або включати декілька стін будівлі.

## У Біблії
|                  | І Господь промовляв до Мойсея, говорячи: „Промовляй до Ізраїлевих синів, ка́жучи: П'ятна́дцятого дня того сьомого місяця, — свято Ку́чок, сім день для Господа. Першого дня святі збори, жодного робочого зайняття не будете робити. Сім день будете прино́сити огняну́ жертву для Господа; во́сьмого дня — святі збори будуть для вас, і принесете огняну́ жертву для Господа; це відда́ння свята, — жодного робочого зайняття не будете робити. Оце свята Господні, що скликуватимете на них святі збори, щоб прино́сити огняну́ жертву для Господа, цілопа́лення, хлі́бну жертву й зако́лену жертву, і жертви литі, — належне дневі в його дні, окрім Господніх субі́т, і окрім да́рів ваших, і окрім усіх ваших обі́тниць, і окрім усіх ваших дарува́нь, що дасте́ Господе́ві. А п'ятнадцятого дня сьомого місяця, коли ви збираєте врожай землі, будете святкува́ти свято Господнє сім день; першого дня повний спочинок, і восьмого повний спочинок. І ві́зьмете собі першого дня пло́ду гарного дерева, па́льмові віття, і галу́зку многолистого дерева та припото́чних топо́ль, — і будете весели́тися перед лицем Господа, Бога вашого, сім день. І будете святкувати його, як свято для Господа, сім день у році. Постанова вічна для ваших поколінь, — сьомого місяця будете святкува́ти його. У ку́чках будете сидіти сім день, — кожен тубі́лець в Ізраїлі сидітиме в ку́чках, щоб ваші покоління пізнали, що Я в ку́чках посадив був Ізраїлевих синів, коли виводив їх з єгипетського кра́ю. Я — Господь, Бог ваш!“ |
| — Левит 23:33-43 | |

## Ісру хаґ
Наступний день після свята Сукот називається Ісру хаґ (івр. אִסְרוּ חַג). Цей день служить для зв'язку найбільших свят (як Песах, Шавуот та Сукот, після кожного з цих свят відзначається Ісру хаґ), з рештою днів року.

## Дати у найближчі роки
| Рік за юдейським календарем | Рік за григоріанським літочисленням | Починається ввечері | Закінчується ввечері |
| --------------------------- | ----------------------------------- | ------------------- | -------------------- |
| 5784                        | 2023                                | 29 вересня          | 6 жовтня             |
| 5785                        | 2024                                | 16 жовтня           | 23 жовтня            |
| 5786                        | 2025                                | 6 жовтня            | 13 жовтня            |
| 5787                        | 2026                                | 25 вересня          | 2 жовтня             |

## В українській культурі
У народній культурі «єврейськими кучками» також часто називають весь період осінніх єврейських свят, або навіть весняних — коли буває холодно з великою кількістю опадів.